# Basquetebol do Sport Clube Lusitânia
El Sport Clube Lusitânia EXPERT es un equipo de baloncesto portugués, con sede en la ciudad de Angra do Heroísmo, que compite en la LPB, la máxima competición de su país. Disputa sus partidos en el Pavilhão Municipal de Angra do Heroísmo.

## Posiciones en liga
| Temp.   | Nivel | Liga    | TR | Res.  | PO  | Resultado        |
| ------- | ----- | ------- | -- | ----- | --- | ---------------- |
| 2009-10 | 2     | Proliga | 2  | 19-3  | 9-6 | Ascensocampeón   |
| 2010-11 | 1     | LPB     | 10 | 7-15  |     |                  |
| 2011-12 | 1     | LPB     | 6  | 11-11 | 4-3 | Semifinalista    |
| 2012-13 | 1     | LPB     | 8  | 8-12  | 0-3 | Cuartos de final |
| 2013-14 | 1     | LPB     | 6  | 9-11  | 5-3 | Semifinalista    |
| 2014-15 | 1     | LPB     | 5  | 12-10 | 0-3 | Cuartos de final |
| 2015-16 | 1     | LPB     | 8  | 11-5  | 0-3 | Cuartos de final |
| 2016-17 | 1     | LPB     | 10 | 9-24  |     |                  |
| 2017-18 | 1     | LPB     | 8  | 16-16 | 0-3 | Cuartos de final |
| 2018–19 | 1     | LPB     | 5  | 15-17 | 0-3 | Cuartos de final |
| 2019–20 | 1     | LPB     | 9  | 9-13  |     |                  |
| 2020–21 | 1     | LPB     | 6  | 17-9  | 0-3 | Cuartos de final |
| 2021–22 | 1     | LPB     | 6  | 12-16 | 0-2 | Cuartos de final |

fuente:fpb.pt

## Palmarés
- Campeón Proliga -  2010
- Campeón Copa de la Liga -  2007
- Subcampeón 1a Liga - 2001

## Jugadores destacados
| - Emilio Barros - Camby Brito - Euclides Camacho - Paulo Cunha - Edson Ferreira - Gerson Monteiro - Vladimir Teixeira - Joaquim Xavier - Jimmy Mackey - Rodoljub Novakovic - Daniel Rocha - Pedro Silva - Francisco Amorós - Greg Helmer - Francisco Rodrigues - Anastacio Sami - Michael Lynch - Omari Peterkin - Tauras Stumbrys - Igor Mihailovski - Goran Pejovic - Daniel Caluico - Helder Carvalho - João Figueiredo - João Manuel - Pedro Matos - Rui Monteiro | - Antonio Pires - Jaime Silva - Augusto Sobrinho - Frederico Tavares - Nemanja Danilovic - Srdjan Jekovac - Milorad Kmezic - Momcilo Lavrnic - Dragoslav Markovic - Jovan Zdravkovic - Yuran Zradk - Steve Allen - Malachi Allen - Rick Anderson - Tyrone Brown - Graham Brown - Jordan Butts - Zane Campbell - Sharif Chambliss - Eugene Christopher - Jim Clement - Nathan Connolly - Kenneth Cooper - Shannon Crooks - Kenneth Curtis - Arturo Dubois - Ricky Franklin | - Trello Galloway - Fredy Gentry - Jeremy Goode - Damond Gregory - Willis Hall - Kris Hill - Ishmael Hollis - Matt Houser - John Huggins - Terrence Hundley - Geoff Husted - Antoine Hyman - Carl Lee - Charles Little - Jamar McKnight - Kevin Melson - Brian Mills - Marcel Momplaisir - Durrell Nevels - Blake Poole - Kelvin Robinson - Ryan Rourke - James Saint-Robert - Jack Skipper - Jaime Smith - Andrew Smith - Willie Taylor | - David Van Dyke - Hakeem Ward - Mike Wells - Michael Williams - Javorie Wilson - Cavel Witter - Pedro Loth - Milton Vanconcelos - João Paulo Monteiro - Joaquim Soares - Konrad Tota - Nuno Sousa - Lee Jeka - Romualdo Vieira - Josimar Cardoso - Danilson Vieira - Marcos de Souza - Libanio Massinga - Feliciano Camacho - Augusto Matos - Vladimir Vukicevic - Nemanja Sovic - Ivica Blagojevic - Renato Lindmets - Rick Cardoso - Brice Fantazia - David Vik |